# Tornado Outbreak
Tornado Outbreak (zunächst angekündigt als Zephyr: Aufstieg der Elementare) ist ein Action-Videospiel, das von Loose Cannon Studios entwickelt und 2009 von Konami für PlayStation 3, Xbox 360 und Wii veröffentlicht wurde. Das Spiel wurde im Rahmen der Electronic Entertainment Expo im Juni 2009 vorgestellt. Im Jahr 2011 wurde Tornado Outbreak zum Download auf dem Xbox Live Marketplace zur Verfügung gestellt.

## Handlung
Der Spieler steuert den Windkrieger Zephyr. Die Aufgabe von Zephyr ist es, auf den leblosen Planeten eine Atmosphäre zu schaffen. Der Anführer der Windkrieger namens Kapitän Nimbus entschließt zum Rücktritt und möchte die Leitung an Zephyr zu übergeben. Zephyr findet viel Spaß an seiner neuen Aufgabe. Dann triift er auf Omegaton, den Antimaterie-Held eines Antimaterie-Universums, dass eine sogenannte rückständige Dimension ist. Diese Dimension wäre untergegangen, wenn die Windkrieger ihn nicht gefunden hätten. Omegaton wurden seine sechs Kräfte der Macht genommen und er in den Weltraum verbannt. Gegen Ende des Spiels stellt sich heraus, dass Omegaton aus einer rückwärtigen Dimension stammt. Das Spiel endet damit, dass Zephyr, Nimbus und die Windkrieger Omegaton besiegen können und zu ihrer Heimatwelt Harmonia zurückkehren.

## Spielprinzip
Der Spieler spielt einen angehenden Windkrieger, der darauf aus ist, ein großer Sturm in der Armada des Windes zu werden. Hierzu fegt man als Tornado über verschiedene Landstriche und saugt alles auf, was einem im Weg steht. Je mehr der Windkrieger aufsaugt, desto größer wird er. So können zu Beginn lediglich einzelne Hühner aufgesaugt werden, am Ende ganze Scheunen und Häuser. Dabei muss der Spieler beachten, sich mit der Spielfigur im Schatten aufzuhalten, da die Sonneneinstrahlung sie verlangsamt. In jedem Level gibt es ein vorgegebenes Zeitlimit, innerhalb dessen mindestens 50 Feuergeister unter allen möglichen Objekten ausfindig gemacht und vor Ablauf der Zeit zu einem Generator gebracht werden müssen. Dieser spendet dem Spieler dann den nötigen Schatten, um ins nächste Gebiet vorzudringen.

## Rezeption
Tornado Outbreak erhielt durchwachsene Kritiken. So vergab 4Players eine Wertung von 61 % und IGN 8,1 von 10 Punkten. GameSpot gab dem Spiel 6,5 von 10 Punkten. Game Informer gab eine Bewertung von 6,75/10. Torsten Hartmann von Donswelt sagte: „Das Spiel sei ein „durchaus netter“ Katamari-Damacy-Klon und erweitere das bekannte Spielprinzip um Funktionen, die dem Vorbild und seiner zahlreichen Nachfolger fehlten.“